# Один дома 3
«Один дома 3» (англ. Home Alone 3, стилизовано как HOME ALONe3) — американский семейный комедийный фильм 1997 года производства и авторства Джона Хьюза (также продюсера, создателя персонажей и сценариста предыдущих фильмов серии), режиссёром которого выступил Раджа Госнелл (для которого данный фильм стал его режиссёрским дебютом). Третий фильм серии «Один дома», однако не являющийся продолжением первых двух лент и использующий совершенно других персонажей. Фильм рассказывает историю 8-летнего мальчика, который защищает свой дом от опасной банды международных преступников, работающих на террористическую организацию. Это первый фильм в серии, чьё действие происходит уже после рождества и почти не использует его тему. Режиссёр фильма Раджа Госнелл занимался монтажом предыдущих двух фильмов.
Это последний фильм в серии, который был выпущен в кинотеатрах, и последний фильм, сценарий к которому Джон Хьюз написал в рамках его контракта с «20th Century Fox», заключённого после первой части серии. Фильм получил смешанные отзывы от критиков и зрителей из-за замены актёров и сюжета, однако похвалы удостоились ловушки, режиссура и сценарий.
Это единственная часть (из всех 6-ти), где не упоминается Рождество.

## Сюжет
Питер Бопре, Элис Риббонс, Бёртон Джерниган и Эрл Ангер — четыре находящихся в международном розыске наёмных убийцы, работающих для северокорейской террористической организации, которые украли ракетно-маскировочный компьютерный чип за 10 миллионов долларов. Грабители прячут его в игрушечную радиоуправляемую машинку, чтобы протащить её мимо охраны в Международном аэропорту Сан-Франциско. Однако в суматохе аэропорта наёмники и пожилая женщина по имени миссис Хесс нечаянно путают внешне идентичные пакеты. Преступники осматривают все похожие пакеты в зале ожидания и Бопре выдвигает предположение, что пакет уже находится в ближайшем к вылету самолёте (он направляется в Чикаго). Они успевают сесть на самолёт. На выходе из самолёта в Чикаго Элис осматривает внимательно пассажиров и замечает пакет с искомым содержимым у миссис Хесс. Однако миссис Хесс в силу обстоятельств успевает сесть в такси и уезжает. Один из наёмников фотографирует номер машины, и они находят того таксиста, но тот помнит только улицу и даёт лишь обобщённое описание её дома. Тем временем живущий по соседству с миссис Хесс 8-летний Алекс Прюит расчищает перед её домом дорожку от снега. В качестве оплаты она отдаёт ему машинку. Сразу после того как Алекс уходит, на их улицу приезжают грабители и обнаруживают, что под данное таксистом описание попадают все дома на улице без исключения. В итоге они решают проверить все дома: поскольку это пригород, то днём все дома пустуют и их можно без проблем обыскать. Алекс, придя домой, обнаруживает, что у него ветрянка и поэтому в школу он в ближайшее время ходить не будет.
На следующий день Алекс, оставшись дома один, разглядывает в телескоп окрестности и замечает в соседнем доме грабителей. Он звонит в полицию дважды, но тщетно: в самый последний момент грабителям оба раза удаётся ускользнуть незамеченными, что портит отношения Алекса с членами семьи. Тогда он решает самостоятельно сделать доказательство пребывания посторонних в домах: он прикрепляет к машинке видеокамеру и запускает её в дом, в котором орудуют грабители. Бопре замечает слежку, и когда Алекс пытается увести машинку, та переворачивается на выезде из входной двери. Бопре и подоспевшей Элис удаётся вытащить из камеры кассету, затем Бопре возвращается временно в дом, однако когда Элис отвлекается на попытку извлечь микросхему из машинки, Алекс даёт максимальную мощность на колёса и та упускает машинку. Наёмники безуспешно преследуют машинку. Алекс расстроен, что съёмка была бессмысленной, однако тут же вспоминает, что преступники продолжали преследовать машинку даже после извлечения кассеты, и таким образом понимает, что именно её они и ищут. Разобрав машинку, Алекс находит чип и сообщает его номер местному рекрутинговому центру ВВС. Одновременно наёмники, сопоставив все факты, понимают, что за ними всё это время следил ребёнок, и вычисляют Алекса по горячим следам (его случайно выдаёт мама).
Преступники решаются на штурм дома Алекса. Когда в Чикаго начинается вьюга, преступники изолируют дорогу к дому. Мама Алекса звонит миссис Хесс и просит присмотреть за Алексом. Та с большой неохотой соглашается. Наёмники видят Хесс и понимают, что она может им помешать. Элис заманивает миссис Хесс в гараж и приматывает скотчем к стулу, заклеивает ей рот и оставляет дверь во двор открытой. К этому моменту Алекс установил в своём доме ловушки и готовится испытать их с домашней белой крысой Дорис и крикливым попугаем своего брата. После многочисленных попыток обойти ловушки Алекса грабители проникают в дом. Алекс убегает на чердак, откуда съезжает в подвал в лифте-официанте, а затем включает шагающего игрушечного робота напротив кнопки вызова лифта вверх, выбегает на улицу и зовёт Элис, Джернигана и Ангера. Грабители видят Алекса и решают использовать стоящий внизу батут, чтобы спрыгнуть во двор. Джерниган и Ангер прыгают, чтобы поймать Алекса, но промёрзший материал рвётся, и они падают в бассейн, над которым и стоял батут. Робот достигает кнопки, и подъёмник срабатывает, привлекая внимание Элис. Она пытается воспользоваться лифтом, но срывается в шахту (Алекс демонтировал пол в кабинке) и падает в подвал.
Алекс находит миссис Хесс и начинает отвязывать её, однако оказывается пойман в засаду Бопре. Он наставляет пистолет на Алекса, но становится ясно, что пистолет стреляет присосками (Бопре случайно перепутал игрушечный пистолет с боевым ранее). Алекс отпугивает Бопре другим пистолетом с мыльными пузырями (после покраски он напоминал настоящий Глок). Тем временем, Федеральное бюро расследований (ФБР) прибывает в школу брата и сестры Алекса после донесения от рекрутингового центра. Семья Алекса приводит ФБР в дом, где полицейские арестовывают Элис, Джернигана и Ангера. Бопре (которого безуспешно ловят уже 7 лет) пытается отсидеться в снежной крепости, расположенной во дворе. Попугай, управляя радиоуправляемой машинкой, заезжает в снежную крепость и грозится зажечь петарды, расположенные внутри. Бопре предлагает крекер, но попугай хочет два, а у Питера только один. Попугай зажигает петарды и уезжает. Шум от взрывов привлекает полицейских, они обнаруживают Бопре и арестовывают.
Прюиты организовывают празднество за успех Алекса в то время, как дом ремонтируют. Отношение миссис Хесс к Алексу сильно теплеет (он спас её от преступников и от угрозы замёрзнуть) и она празднует вместе с Прюитами. Также на празднике присутствуют и ФБР с полицейскими. К ним присоединяется отец Алекса, который возвращается домой из командировки. Он сообщает о том, что компания, разработавшая чип, в качестве вознаграждения выплатила Алексу крупную сумму денег, а потом показывает сыну привезённую им из командировки радиоуправляемую машинку (такую же, как и та, что уже есть у Алекса, только другого цвета) и спрашивает, разберётся ли он с управлением (на что Алекс, хитро улыбнувшись, отвечает «Как-нибудь справлюсь»). В комнату въезжает попугай на предыдущей радиомашинке вместе с крысой Алекса. В последнем кадре фотографируют наёмников, и видно, что они заразились ветрянкой от Алекса.

## В ролях
| Актёр              | Персонаж                   |
| ------------------ | -------------------------- |
| Алекс Д. Линц      | Алекс Прюит, главный герой |
| Олек Крупа         | Питер Бопре                |
| Риа Килстедт       | Элис Риббонс               |
| Хэвиланд Моррис    | Карен Прюит                |
| Кевин Килнер       | Джек Прюит                 |
| Дэвид Торнтон      | Эрл Ангер                  |
| Ленни Фон Долен    | Бёртон Джерниган           |
| Мэриэн Селдес      | миссис Хесс                |
| Сет Смит           | Стэн Прюит, брат Алекса    |
| Скарлетт Йоханссон | Молли Прюит, сестра Алекса |
| Кристофер Карри    | Агент Стаки                |
| Бакстер Харрис     | Капитан полиции            |
| Джеймс Саито       | Китайский босс бандитов    |
| Нил Флинн          | полицейский                |

## Производство
Джон Хьюз начал писать сценарий третьей части ещё во время съёмок «Один дома 2: Потерявшийся в Нью-Йорке». Главным героем всё так же должен был быть Кевин Маккаллистер, только теперь уже подросток. Фильм планировалось начать снимать в 1995 году, когда Маколей Калкин уже сам стал бы подростком, но все планы были свёрнуты в 1994 году, когда Калкин решил взять творческую паузу. Тогда Хьюз переделал сценарий, заменив Кевина на его кузена Фулера (которого в первых двух фильмах играл реальный брат Калкина Киран); он по сюжету аналогично должен был остаться один дома и столкнуться с бандитами Гарри (Джо Пеши) и Марвом (Дэниел Стерн). Вся идея в итоге была отменена, потому что Пеши и Стерн отказались возвращаться к своим ролям, а Киран посчитал, что ему не удастся повторить успех своего брата. В итоге Хьюз придумал совершенно новую историю без какой-либо связи с предыдущими фильмами.
Когда фильм был запущен в производство, Хьюз обратился к Крису Коламбусу (который снял предыдущие части) с просьбой срежиссировать третий фильм. Коламбус отказался, так как посчитал, что ему будет неудобно работать с новым актёрским составом, и посоветовал Хьюзу взять на эту роль дебютанта, так как для него самого «Один дома» был лишь третьей по счёту режиссёрской работой. В итоге выбор Хьюза пал на Раджу Госнелла, который занимался монтажом предыдущих частей.
Основные съёмки начались 2 декабря 1996 года и завершились 22 марта 1997 года.

## Домашние СМИ
Один дома 3 был выпущен на VHS и Laserdisc 2 июня 1998 года, а на DVD 3 ноября 1998 года, который позже был переиздан в декабре 2007 года. Хотя DVD представляет фильм в его оригинальном широкоэкранном формате (1,85:1), он представлен в неанаморфном 4:3-формате.

## Приём
По данным Box Office Mojo, бюджет фильма составил 32 миллиона долларов, что является самым дорогим фильмом в серии. «Один дома 3» оказался неудачным в прокате, заработав всего $79 082 515 во всём мире, из них $30 882 515 в США ($5 085 482 в первый уикенд).
«Один дома 3» получил смешанные отзывы от зрителей и критиков. На Rotten Tomatoes фильм имеет рейтинг 35 % одобрения по 26 отзывам, со средним баллом в 4,6 из 10. Фильм был номинирован на «Золотую малину» в категории худшего продолжения. Аудитория CinemaScore дала фильму оценку «B+». Роджер Эберт из «Чикаго Сан-Таймс» дал фильму три положительных звезды из четырёх и сказал, что он нашёл этот фильм свежим, очень смешным и лучше, чем первые два. Фильм был номинирован на премию «Золотая малина» в категории «Худший ремейк или сиквел», уступив фильму «Скорость 2: Контроль над круизом». В России третий фильм был принят более тепло, получил 70/100 на сайте Критиканство и 5.7/10 на Кинопоиске.

## Продолжения
Следующий фильм, снимавшийся для телевидения, получил название «Один дома 4» и был показан 3 ноября 2002 года на канале ABC. В этой картине присутствуют персонажи из первых двух частей франшизы, но их роли исполнили другие актёры, Кевина Маккаллистера сыграл Майк Вейнберг. Также роли исполнили Френч Стюарт, Мисси Пайл, Джейсон Бех, Эрик Авари и другие. Режиссёром выступил Род Дэниэл, а сценарий был написан Деброй Франк и Стивеном Хэйзом. Сюжет вращается вокруг Кевина Маккалистера, который пытается защитить дом своей будущей мачехи от своего старого заклятого врага Марва и его закадычной подруги/жены Веры. Это был последний фильм, который снял Род Дэниел перед своим последующим уходом на пенсию.
Пятая часть кинофраншизы, «Один дома 5: Праздничное ограбление», была выпущена 25 ноября 2012 года в рамках программного события 25 дней Рождества телеканала ABC Family. Режиссёром выступил Питер Хьюитт, а сценарий был написан Аароном Гинсбургом и Уэйдом МакИнтайром. Главные роли исполнили Кристиан Мартин, Эдди Стиплз, Джодель Ферланд, Дог Муррэй, Элли Харви, Деби Мейзар и Малкольм Макдауэлл. Один дома 5 получил в основном негативные отзывы, хотя и оказался лучше, чем предыдущая часть серии.
В конце 2018 года кинокомпании Disney и FOX официально объявили о разработке нового фильма франшизы «Один дома». Сценарий к фильму напишут Майки Дэй и Стритер Сейдел. Одну из главных ролей исполнит Уилл Феррелл, также ведутся переговоры с Мелиссой Маккарти. Кроме того, к образу Кевина Маккаллистера вполне может вернуться Маколей Калкин. Данный фильм стал перезапуском и вышел исключительно на Disney+. В центре фильма — мальчик, которого оставляют в доме, когда супружеская пара планирует проникнуть внутрь, думая, что он взял принадлежащую им куклу с пороком развития. «Один дома» вышел в прокат 12 ноября 2021 года, получив в основном негативные отзывы.

## Новеллизация
Новеллизация, основанная на сценарии, была написана Тоддом Штрассером и опубликована издательством Scholastic в 1997 году одновременно с выходом фильма.

## Саундтрек
| №   | Название                                             | Исполнители         | Длительность |
| --- | ---------------------------------------------------- | ------------------- | ------------ |
| 1.  | «My Town»                                            | Cartoon Boyfriend   | 3:18         |
| 2.  | «All I Wanted Was a Skateboard»                      | Super Deluxe        | 2:34         |
| 3.  | «I Want It All»                                      | Dance Hall Crashers | 3:19         |
| 4.  | «Almost Grown»                                       | Чак Берри           | 2:20         |
| 5.  | «School Day (Ring! Ring! Goes the Bell)»             | Чак Берри           | 2:42         |
| 6.  | «Bad, Bad Leroy Brown» (версия, не вошедшая в фильм) | Джим Кроче          | 3:01         |
| 7.  | «Green-Eyed Lady» (версия, не вошедшая в фильм)      | Sugarloaf           | 3:40         |
| 8.  | «Let It Snow! Let It Snow! Let It Snow!»             | Дин Мартин          | 1:57         |
| 9.  | «Home Again»                                         | Oingo Boingo        | 5:26         |
| 10. | «Nite Prowler»                                       | The Deuce Coupes    | 1:46         |
| 11. | «Tall Cool One»                                      | The Wailers         | 2:35         |
| 12. | «Home Alone 3 Suite»                                 | Ник Гленни-Смит     | 8:01         |